# Faifley
Faifley es una localidad situada en el concejo de West Dunbartonshire, en Escocia (Reino Unido), con una población estimada a mediados de 2016 de 4860 habitantes.
Se encuentra ubicada en la zona centro de Escocia, al este del fiordo de Clyde y al oeste de Glasgow.